# Rhosus ovata
Rhosus ovata là một loài bướm đêm trong họ Noctuidae.